# PKP-Baureihe EN81
Die Baureihe EN81 sind einteilige elektrische Triebwagen der Polnischen Staatsbahnen (PKP) des Herstellers Pesa Bydgoszcz. Die acht Fahrzeuge tragen die Typbezeichnung 308B und wurden von 2005 bis 2007 gebaut.
Die Einheiten werden im Nah- und Regionalverkehr auf Strecken eingesetzt, auf denen sich der Einsatz von mehrteiligen elektrischen Triebzügen nicht lohnt.

## Geschichte
Weil die PKP-Baureihe EN57 auf manchen Strecken nicht wirtschaftlich eingesetzt werden konnte, wurde ab den 1990er Jahren vom Hersteller PESA ein einteiliger Elektrotriebwagen entworfen. Ende 2005 wurde der Prototyp mit der Bezeichnung EN81 001 gebaut und in der Woiwodschaft Kleinpolen erprobt. Er war für die geplante Strecke von Kraków zum Flughafen vorgesehen. Bis 2007 wurden insgesamt acht Triebwagen ausgeliefert, die Züge sollten die Verbindung Krzeszowice – Krakow – Wieliczka und Krezeszowice – Skawina bedienen, auf der zuvor Dieseltriebwagen der Reihen SA101, SA104 und SA109 verkehrten.
Die Fahrzeuge verkehrten in Kleinpolen bis 2016, dann wurden sie zum Verkauf angeboten. 2020 waren die am längsten abgestellten Fahrzeuge erneut zum Verkauf ausgeschrieben, wodurch als neuer Eigentümer ein Schienenfahrzeugdienst von Piotr Mieczkowski wurde. 2017 wurde bekanntgegeben, dass auch die Koleje Śląskie zwei Einheiten der Fahrzeuge erhielt.
Die Woiwodschaft Heiligkreuz erhielt zwei Fahrzeuge der Baureihe. Vorgesehen waren diese für die Strecken Skarżysko-Kamienna – Ostrowiec Świętokrzyski und Kielce – Sędziszów. In der ersten Zeit hatten die Fahrzeuge viele kleine Störungen, sind aber bis heute vorhanden.

## Konstruktion
Die Triebwagenbaureihe ist ein einteiliger Zug, der bei der Konstruktion viele Elemente von den mehrteiligen Fahrzeugen EN95 bzw. dem Dieselzug SA134 übernommen hat. Besonders das Aussehen der Fahrzeuge hat viele Gemeinsamkeiten mit den einteiligen Triebzügen. Ausgerüstet sind die Fahrzeuge mit der herkömmlichen Zug- und Stoßeinrichtung, das ermöglicht die Führung von bis zu drei Wagen von einem Führerstand bzw. die Mitnahme eines Beiwagens.
Die Fahrzeuge haben eine elektrische Ausrüstung, die eine Geschwindigkeit von 120 km/h bei einer Beschleunig von 0,65 m/s2 ermöglicht. Jeder Motor wird über einem Scherenstromabnehmer, der sich über dem Laufdrehgestell befindet, von zwei Wechselrichter auf Transistorbasis gespeist. Die elektrische Ausrüstung befindet sich auf der anderen Seite des Triebwagens in der Nähe des Führerstandes. Die zwei Asynchronmotoren stammen von VEM Sachsenwerk, die je über ein Traktionsgetriebe Fabrikat Voith die Achsen antreiben. Dieselbe elektrische Ausrüstung wurde von der Baureihe EN95, die Drehgestelle von der Baureihe SA134 übernommen. Sie besitzen Scheibenbremsen, die als Ergänzung zur Elektrodynamischen Bremse gedacht sind.
Auf beiden Seiten haben die Fahrzeuge jeweils zwei nach außen öffnende Schiebetüren, die sich in einer Einstiegshöhe von 800 mm befinden. Um auch den Einstieg in Bahnsteigen der Höhe von zu ermöglichen, die niedriger als 800 mm über Schienenoberkante (SOK) liegt, sind einziehbare Stufen vorhanden. Zwischen den Einstiegsräumen befindet sich der Niederflurbereich mit 600 m über SOK, der über Rampen erreichbar ist. Er ist für die Mitnahme von Rollstühlen gedacht und besitzt eine Vakuumtoilette. Über den Drehgestellen befinden sich die Hochflurbereiche mit einer Höhe von 1245 mm über SOK. An den Enden schließen sich die Führerräume an, die vom Fahrgastraum mit Glastüren abgetrennt sind.